# Lịch sử hải quân Nhật Bản
| Lịch sử Nhật Bản | Lịch sử Nhật Bản |
| --- | ---------------- |
| Tiền sửThời kỳ đồ đá cũ ~15000 TCN Thời kỳ Jōmon (Thằng Văn) ~15000 TCN–300 TCN Thời kỳ Yayoi (Di Sinh) tk 4 TCN–tk 3 |                  |
| Cổ đạiThời kỳ Kofun (Cổ Phần) tk 3–tk 7 Thời kỳ Asuka (Phi Điểu) 592–710 Thời kỳ Nara (Nại Lương) 710–794 Thời kỳ Heian (Bình An) 794–1185 |                  |
| Phong kiếnThời kỳ Kamakura (Liêm Thương) 1185–1333 Tân chính Kemmu (Kiến Vũ) 1333–1336 Thời kỳ Muromachi (Thất Đinh) 1336–1573 Thời kỳ Nam-Bắc triều 1336–1392 Thời kỳ Chiến Quốc 1467–1590 Thời kỳ Azuchi-Momoyama (An Thổ-Đào Sơn) 1573–1603 Mậu dịch Nanban (Nam Man) Chiến tranh Nhật Bản – Triều Tiên 1592–1598 Thời kỳ Edo/Tokugawa (Giang Hộ/Đức Xuyên)1603–1868 Chiến tranh Nhật Bản – Lưu Cầu Chiến dịch Ōsaka (Đại Phản) Tỏa Quốc Đoàn thám hiểm Perry Hiệp ước Kanagawa (Thần Nại Xuyên) Bakumatsu (Mạc mạt) Minh Trị Duy tân Chiến tranh Boshin (Mậu Thìn) |                  |
| Hiện đạiThời kỳ Minh Trị (Meiji) 1868–1912 Nhật xâm lược Đài Loan 1874 Chiến tranh Tây Nam Chiến tranh Nhật–Thanh Hiệp ước Mã Quan Chiến tranh Ất Mùi 1895 Phong trào Nghĩa Hòa Đoàn Hòa ước Portsmouth Hiệp ước Nhật–Triều 1910 Thời kỳ Đại Chính (Taishō) 1912-1926 Nhật Bản trong Thế chiến thứ nhất Sự can thiệp của Nhật Bản vào Siberia Đại thảm họa động đất Kantō 1923 Thời kỳ Chiêu Hòa (Shōwa) 1926–1989 Chủ nghĩa quân phiệt Nhật Bản Sự kiện Phụng Thiên Nhật Bản xâm lược Mãn Châu Hiệp ước chống Quốc tế Cộng sản Chiến tranh Trung–Nhật Cuộc tấn công Trân Châu Cảng Vụ ném bom nguyên tử xuống Hiroshima và Nagasaki Chiến tranh Xô–Nhật Nhật Bản đầu hàng Thời kỳ bị chiếm đóng 1945-1952 Nhật Bản thời hậu chiếm đóng Kỳ tích kinh tế Nhật Bản thời hậu chiến Thời kỳ Bình Thành (Heisei) 1989–2019 Thập niên mất mát Động đất Kobe 1995 Cool Japan Động đất và sóng thần Tōhoku 2011 Thời kỳ Lệnh Hòa (Reiwa) 2019–nay Đại dịch COVID-19 tại Nhật Bản |                  |
| Xem thêm Thiên hoàng • Niên biểu • Đế quốc Nhật Bản Kinh tế • Giáo dục • Quân sự • Hải quân • Di sản thế giới |                  |
| x t s |                  |

Lịch sử Hải quân Nhật Bản bắt đầu với sự tương tác với các quốc gia trên lục địa châu Á thiên niên kỷ 1, đạt đỉnh cao hoạt động hiện đại vào thế kỷ 16, thời gian trao đổi văn hóa phương Tây và mở rộng thương mại với các quốc gia châu Á khác. Sau hai thế kỷ ẩn dật dưới sự thống trị của Mạc phủ Tokugawa với chính sách Sakoku, hải quân Nhật Bản được coi là không phù hợp đối với các lực lượng Hải quân phương Tây khi đất nước bị ép buộc bởi Mỹ vào năm 1854 và từ bỏ việc hạn chế thương mại. Sau cuộc Minh trị duy tân, Hải quân Nhật Bản hiện đại hóa một cách điên cuồng khiến nó trở thành lực lượng Hải quân lớn thứ Ba thế giới năm 1920 và mạnh nhất thế giới vào thời điểm Chiến tranh thế giới thứ 2 cận kề.
Lịch sử thành công của Hải quân Nhật Bản, đôi khi chống lại những kẻ thù mạnh hơn nhiều như trong Chiến tranh Trung-Nhật 1894–1895 và Chiến tranh Nga-Nhật 1904–1905, kết thúc với sự hủy diệt gần như hoàn toàn của hải quân vào năm 1945 chống lại Hải quân Hoa Kỳ, và giải thể chính thức vào cuối cuộc xung đột. Hải quân hiện tại của Nhật Bản nằm dưới sự bảo trợ của Lực lượng Phòng vệ Nhật Bản (JSDF) với tư cách là Lực lượng Phòng vệ Biển Nhật Bản (JMSDF). Nó vẫn là một trong những hải quân hàng đầu trên thế giới về ngân sách, mặc dù nó phủ định bất kỳ vai trò tấn công nào do Hiến pháp và dư luận quốc gia.

## Thời tiền sử
Nhật Bản dường như đã được kết nối với vùng đất châu Á trong Kỷ băng hà cuối cùng cho đến khoảng 20.000 TCN, cả hai do sự đóng băng của nước biển và đồng thời hạ thấp mực nước biển khoảng 80 đến 100 mét. Điều này cho phép truyền động vật và thực vật, bao gồm cả việc thiết lập nền văn hóa Jōmon. Tuy nhiên, sau thời kỳ đó, Nhật Bản đã trở thành một lãnh thổ đảo bị cô lập, phụ thuộc hoàn toàn vào hoạt động hải quân lẻ tẻ cho các tương tác với đất liền. Đường biển ngắn nhất vào đất liền (bên cạnh con đường phía bắc khắc nghiệt từ Hokkaidō đến Sakhalin) là qua hai vùng nước mở khoảng 50 km giữa bán đảo Triều Tiên và đảo Tsushima, rồi từ Tsushima đến đảo lớn Kyūshū.
Những ảnh hưởng khác nhau cũng đã được đề xuất từ hướng Thái Bình Dương, vì những đặc điểm văn hóa và thậm chí di truyền dường như chỉ ra nguồn gốc một phần Thái Bình Dương và có thể liên quan đến sự mở rộng của người Nam Đảo.

## Thời cổ đại
Các chuyến thăm Đại sứ đến Nhật Bản của các triều đại Bắc Trung Quốc sau đó là Bắc Ngụy và Nhà Tấn (Cuộc gặp gỡ của những người man rợ phương Đông, Biên niên sử Bắc Ngụy) đã ghi lại rằng một số người Nhật tuyên bố là hậu duệ của Ngô Thái Bá, người tị nạn sau khi nhà Ngô sụp đổ vào thế kỷ thứ 5 trước Công nguyên. Sách lịch sử có hồ sơ về Ngô Thái Bá gửi 4000 nam và 4000 nữ đến Nhật Bản.

### Thời kỳ Yayoi
Các liên hệ hải quân lớn đầu tiên xảy ra trong thời kỳ Yayoi vào thế kỷ thứ 3 trước Công nguyên, khi việc trồng lúa và luyện kim được giới thiệu từ lục địa.
Vụ tấn công của Tân La vào năm 14 sau Công nguyên (新羅, Shiragi trong tiếng Nhật), một trong Tam Quốc Triều Tiên, là hành động quân sự sớm nhất của Nhật Bản được ghi nhận trong Tam quốc sử ký. Theo đó, Oa Quốc (quốc gia thủy tổ của Nhật Bản) đã gửi một trăm tàu và dẫn đầu một vụ đột kích vào khu vực duyên hải Tân La trước khi bị đánh đuổi.

### Thời kỳ Yamato
Trong thời kỳ Yamato, Nhật Bản đã có sự tương tác hải quân mạnh mẽ với lục địa châu Á, chủ yếu tập trung vào ngoại giao và thương mại với Trung Quốc, các vương quốc Triều Tiên và các quốc gia đại lục khác, kể từ khi bắt đầu thời kỳ Kofun vào thế kỷ thứ 3. Theo Kojiki và Nihon Shoki, Thiên hoàng Jingū được tuyên bố là đã xâm chiếm Triều Tiên vào thế kỷ thứ 3, và đã trở lại chiến thắng sau ba năm. Liệu Nhật Bản có thực sự cai trị một phần của Hàn Quốc trong thời cổ đại hay không đang được tranh luận.
Khác với cuộc viễn chinh của Thiên hoàng Jingū, trận Bạch Giang (白村江), một trong những sự kiện lịch sử sớm nhất trong lịch sử hải quân của Nhật Bản diễn ra vào năm 663. Nhật Bản đã gửi 32.000 binh sĩ và có thể lên tới 1.000 tàu tới Triều Tiên để hỗ trợ vương quốc Bách Tế (百済国) đang suy tàn chống lại Tân La và Nhà Đường Trung Quốc. Họ đã bị đánh bại bởi lực lượng kết hợp của nhà Đường và Tân La.

## Thời trung cổ

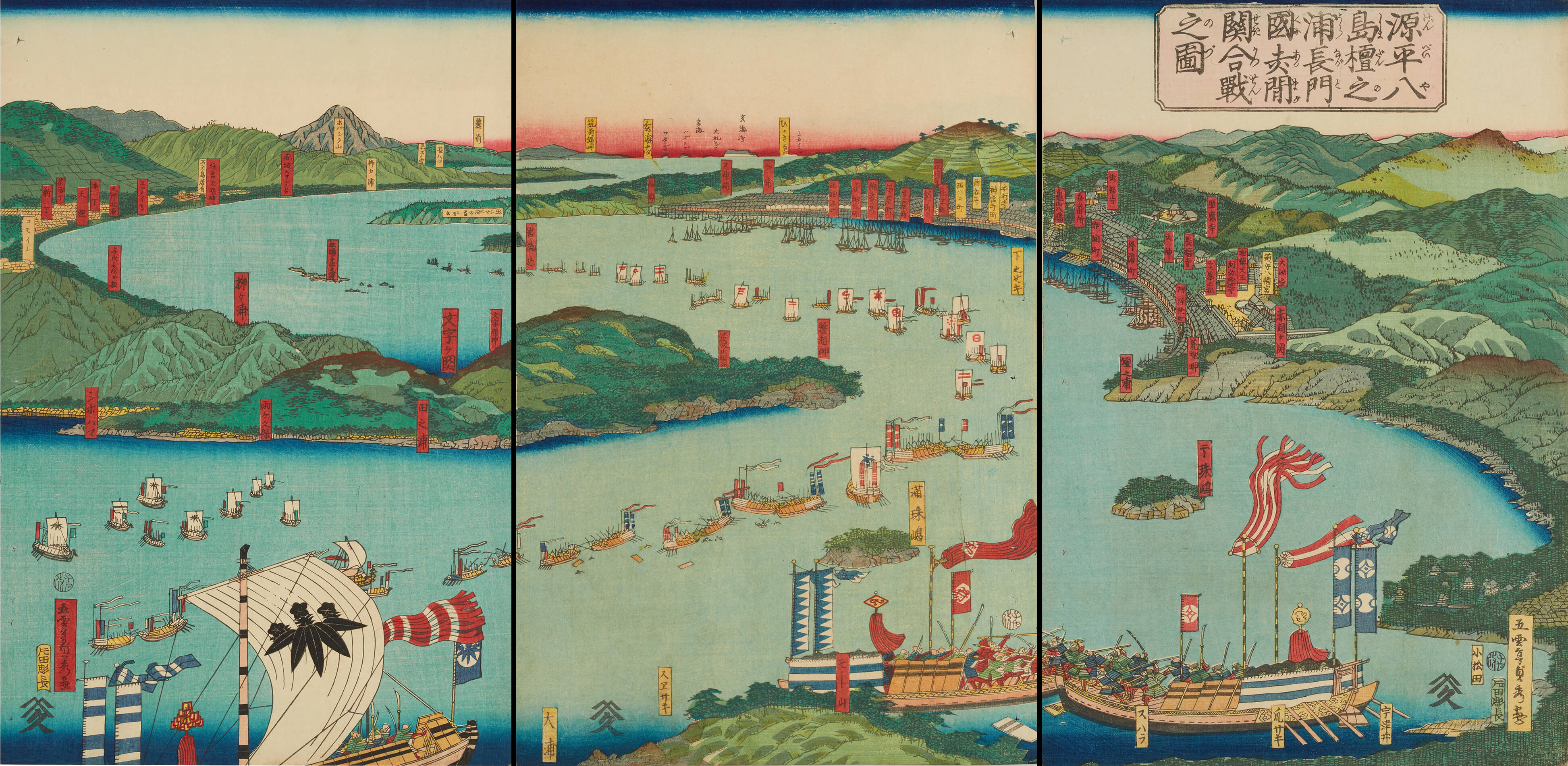
Trận hải chiến Dan-no-Ura năm 1185.

Các trận hải chiến quy mô rất lớn trong chiến tranh giữa các gia tộc Nhật Bản với hơn 1000 tàu chiến, được ghi nhận từ thế kỷ thứ XII. Trận chiến quyết định trong Chiến tranh Genpei, cũng là một trong những trận hải chiến nổi tiếng và quan trọng nhất trong lịch sử Nhật Bản cổ đại, là trận chiến Dan-no-ura 1185 giữa các hạm đội của gia tộc Minamoto và Taira. Những trận chiến này đầu tiên là các cuộc bắn cung tầm xa, sau đó nhường chỗ cho trận chiến tay đôi với kiếm và dao găm. Tàu được sử dụng chủ yếu làm cơ sở nổi để áp dụng các chiến thuật cận chiến như trên đất liền.

### Cuộc xâm lược của quân Mông Cổ (1274-1281)

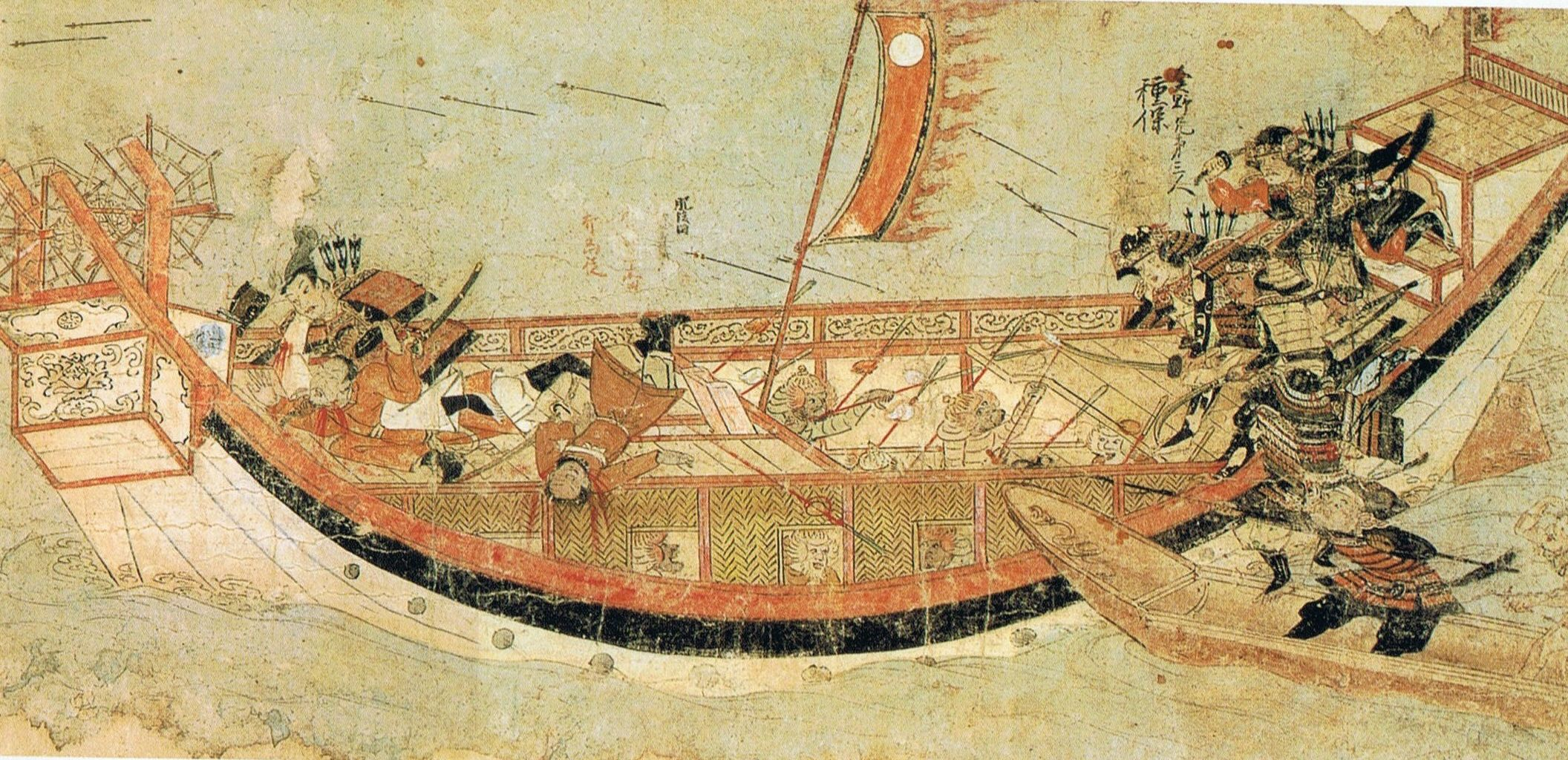
Các samurai Nhật Bản lên tàu Mông Cổ vào năm 1281. Mōko Shūrai Ekotoba (蒙古襲来絵詞), khoảng năm 1293.

Các tài liệu tham khảo chính đầu tiên về các hoạt động của hải quân Nhật Bản chống lại các cường quốc châu Á khác xảy ra trong các cuộc xâm lược của quân Mông Cổ vào Nhật Bản bởi Hốt Tất Liệt vào năm 1281. Nhật Bản không có lực lượng hải quân nào có thể thách thức được hải quân Mông Cổ. Vì vậy, hầu hết các hoạt động đều diễn ra trên đất Nhật. Các nhóm samurai, được vận chuyển trên những chiếc thuyền nhỏ ven biển, được ghi nhận đã lên tàu, chiếm và đốt cháy một số tàu của hải quân Mông Cổ.

### Cướp biển Oa khấu (thế kỷ XIII-thế kỷ XVI)
Trong những thế kỷ sau đó, những cướp biển Oa khấu đã tích cực cướp bóc bờ biển của Đế quốc Trung Quốc. Mặc dù thuật ngữ Oa khấu dịch trực tiếp thành "cướp biển Nhật Bản", nhưng người Nhật ở xa các thủy thủ duy nhất để quấy rối vận chuyển và cảng ở Trung Quốc và các khu vực khác của châu Á trong thời kỳ này, và thuật ngữ này cũng chính xác hơn bao gồm cả cướp biển không phải người Nhật. Cuộc đột kích đầu tiên của Oa khấu trong lịch sử xảy ra vào mùa hè năm 1223, trên bờ biển phía nam Cao Ly. Vào lúc cao điểm của hoạt động Oa khấu khoảng cuối thế kỷ 14, các đội tàu từ 300 đến 500 tàu, vận chuyển vài trăm kỵ binh và vài nghìn binh sĩ, sẽ đột kích vào bờ biển Trung Quốc [6]. Trong nửa thế kỷ tiếp theo, đi thuyền chủ yếu từ đảo Iki và Tsushima, họ hoạt động khắp các vùng ven biển của nửa phía nam Cao Ly. Từ năm 1376 đến 1385, ít nhất 174 cuộc đột kích cướp biển được ghi nhận tại Triều Tiên. Tuy nhiên, khi triều đại Joseon được thành lập tại Triều Tiên, Oa khấu đã bị thiệt hại nặng nề khi quê nhà của họ là Tsushima bị tấn công trong Cuộc xâm lược Ōei. Đỉnh cao của hoạt động Oa khấu là vào những năm 1550, khi hàng chục ngàn tên cướp biển đột kích vào bờ biển Trung Quốc trong cái được gọi là các cuộc đột kích của Oa khấu Gia Tĩnh, nhưng Oa khấu tại thời điểm này chủ yếu là người Trung Quốc. Cướp biển Oa khấu đã kết thúc phần lớn thập niên 1580 với sự can thiệp của Toyotomi Hideyoshi.
Các phái bộ giao dịch chính thức, như Tenryūji-bune, cũng được gửi đến Trung Quốc vào khoảng năm 1341.

### Thời kỳ Sengoku (thế kỷ XV-thế kỷ XVI)

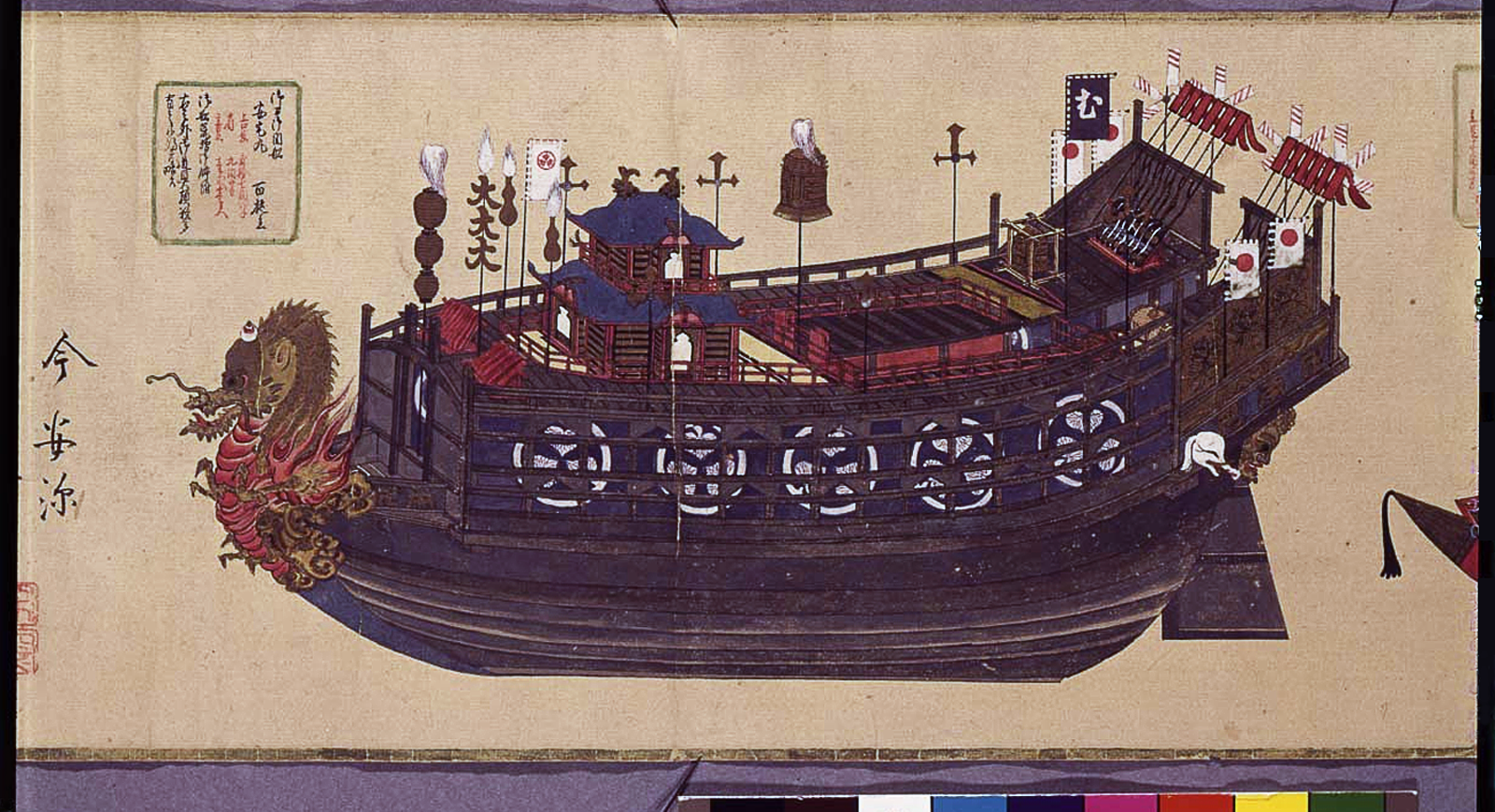
Một tàu chiến ven biển atakebune của Nhật Bản thế kỷ 16.

Các gia tộc daimyō khác nhau đã nỗ lực xây dựng hải quân lớn trong thế kỷ 16, trong thời kỳ Sengoku, khi các nhà cai trị phong kiến ganh đua quyền lực tối cao đã xây dựng hải quân lớn với hàng trăm tàu. Tàu lớn nhất trong số này được gọi là atakebune. Trong khoảng thời gian đó, Nhật Bản dường như đã phát triển một trong những tàu chiến bọc sắt đầu tiên trong lịch sử, khi Oda Nobunaga, một daimyō của Nhật Bản, có sáu Ō-atakebune bọc sắt ("Đại Atakebune") được sản xuất vào năm 1576. Những chiếc tàu này được gọi là tekkōsen (鉄甲船), nghĩa đen là "tàu bọc sắt", và được trang bị nhiều khẩu pháo và súng trường cỡ nòng lớn để đánh bại tàu lớn, nhưng toàn bằng gỗ của kẻ thù. Với những con tàu này, Nobunaga đã đánh bại hải quân gia tộc Mōri ở cửa sông Kizu, gần Osaka năm 1578 và bắt đầu một cuộc phong tỏa hải quân thành công. Tuy nhiên, Ō-atakebune được coi là pháo đài nổi chứ không phải là tàu chiến thực sự và chỉ được sử dụng trong các hoạt động ven biển.

### Liên hệ với châu Âu

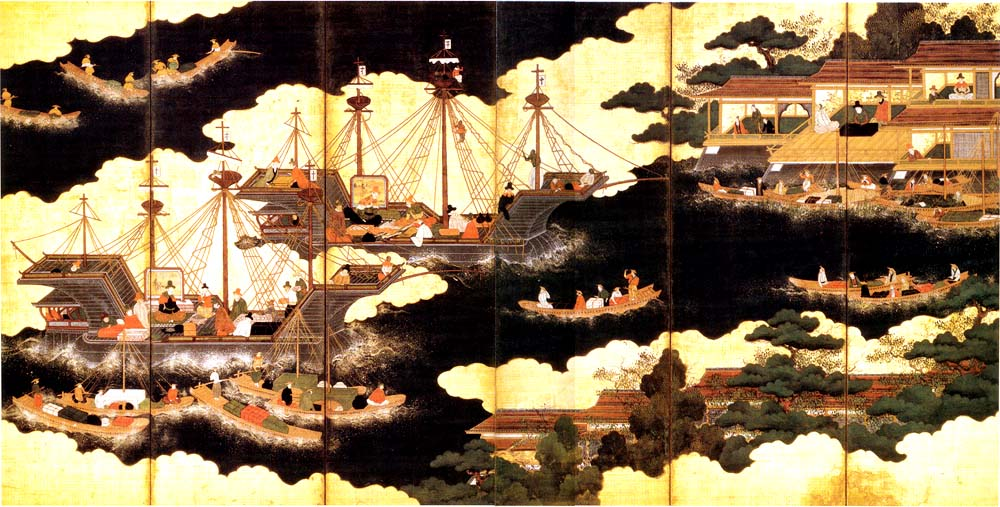
Tàu Nanban đến giao thương tại Nhật Bản. Bức tranh thế kỷ 16.

Không lâu sau chuyến tiếp xúc đầu tiên năm 1543, tàu Bồ Đào Nha bắt đầu đến Nhật Bản. Vào thời đó, đã có giao thương giữa Bồ Đào Nha với Goa (khoảng từ năm 1515), bao gồm 3 đến 4 thuyền vuông rời Lisbon với bạc để mua bông và gia vị ở Ấn Độ. Trong số đó, chỉ có một thuyền đến Trung Quốc để mua lụa, cũng đổi bằng bạc Bồ Đào Nha.
Do đó, hàng hóa của những chiếc tàu Bồ Đào Nha (thường là mỗi bốn tàu cỡ nhỏ mỗi năm) đến Nhật Bản chở đầy hàng hóa Trung Quốc (lụa, đồ sứ). Người Nhật rất thích những hàng hóa này, nhưng bị Hoàng đế Trung Quốc cấm có bất kỳ một mối liên hệ nào với nước mình, như là một sự trừng phạt vì nạn cướp biển Oa khấu. Người Bồ Đào Nha sau đó chớp lấy cơ hội này đóng vai trò trung gian thương mại ở châu Á.

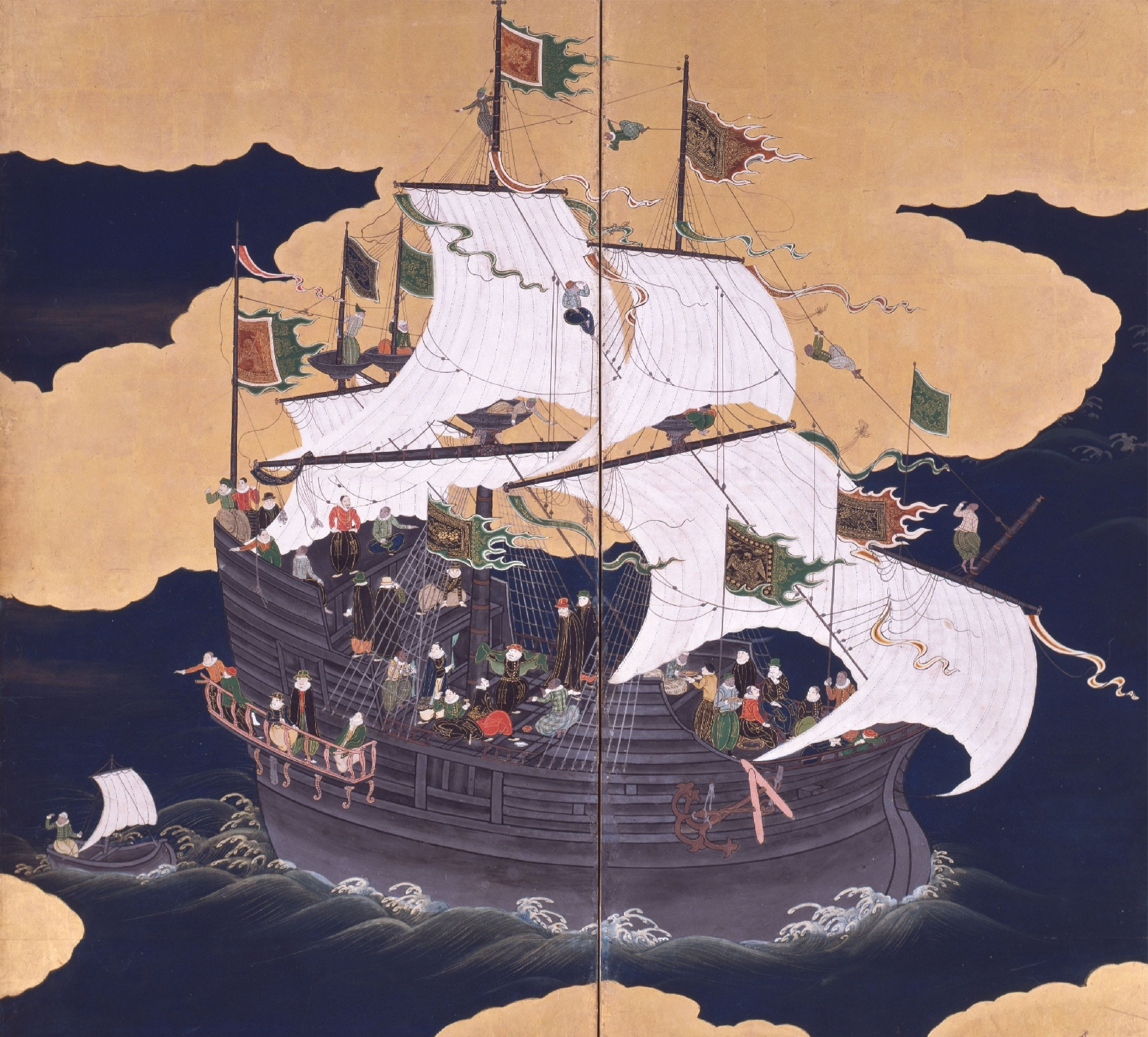
Thuyền vuông Bồ Đào Nha Nagasaki, thế kỷ 17.

Từ khi thuê lại Macau năm 1557, và được Trung Quốc chính thức công nhận là đối tác thương mại, Vua Bồ Đào Nha bắt đầu điều chỉnh thương mại với Nhật Bản, bằng cách bán cho người trả giá cao nhất cho chuyến hàng thường niên đến Nhật, ảnh hưởng của việc trao độc quyền thương mại cho chỉ một chiếc thuyền vuông duy nhất đến Nhật mỗi năm. Thuyền vuông này là loại thuyền cực lớn, thường khoảng từ 1000 đến 1500 tấn, gấp đôi đến gấp ba lần kích cõ thuyền buồm tiêu chuẩn hay thuyền mành loại lớn.
Giao thương tiếp tục với một số gián đoạn cho đến năm 1638, khi nó bị cấm do cáo buộc các con tàu này đã lén đưa các tu sỹ vào Nhật Bản.
Thương mại Bồ Đào Nha càng ngày càng bị cạnh tranh gay gắt hơn từ những tàu buôn lậu Trung Quốc và các Châu ấn thuyền Nhật Bản từ khoảng 1592 (khoảng 10 tàu mỗi năm), thuyền Tây Ban Nha từ Manila từ khoảng 1600 (một tàu mỗi năm), Hà Lan từ 1609, người Anh từ 1613 (khoảng một tàu mỗi năm).
Người Hà Lan, thay vì gọi là "Nanban" mà gọi là "Kōmō" (紅毛, "Hồng Mao"), lần đầu tiên đến Nhật Bản năm 1600, trên con tàu Liefde. Hoa tiêu của họ là William Adams, người Anh đầu tiên đến Nhật Bản. Năm 1605, hai thủy thủ tàu Liefde được Tokugawa Ieyasu gửi đến Pattani để mời người Hà Lan đến buôn bán với Nhật. Người đứng đầu thương điếm Hà Lan ở Pattani, Victor Sprinckel, từ chối với lý do rằng ông rất bận rộn khi phải đối đầu với người Bồ Đào Nha ở Đông Nam Á. Tuy vậy, năm 1609, người Hà Lan Jacques Specx cùng 2 tàu đến Hirado, và qua Adams nhận được đặc quyền thương mại từ Ieyasu.
Người Hà Lan cũng dính líu vào cướp biển và các cuộc hải chiến để làm suy yếu đội tàu Bồ Đào Nha và Tây Ban Nha ở Thái Bình Dương, và cuối cùng trở thành nước phương Tây duy nhất được quyền tiếp cận Nhật Bản từ vùng đất nhỏ Dejima sau năm 1638 và tiếp diễn trong vòng hai thế kỷ sau đó.

### Cuộc xâm lược Triều Tiên và Lưu Cầu
Năm 1592 và một lần nữa vào năm 1598, Toyotomi Hideyoshi đã tổ chức các cuộc xâm lược Triều Tiên bằng cách sử dụng khoảng 9.200 tàu. Từ đầu cuộc chiến năm 1592, chỉ huy tối cao hạm đội của Hideyoshi là Kuki Yoshitaka, với soái hạm là Nihonmaru dài 33 mét. Chỉ huy cấp dưới bao gồm Wakisaka Yasuharu và Katō Yoshiaki. Sau kinh nghiệm trong Cuộc xâm lược Ōei và các hoạt động khác chống lại cướp biển Nhật Bản, hải quân Trung Quốc và Triều Tiên đã lành nghề hơn Nhật Bản. Họ dựa vào số lượng lớn các tàu nhỏ hơn mà các thủy thủ đoàn sẽ cố gắng lên tàu địch. Leo lên tàu địch là chiến thuật chính của hầu hết các hải quân cho đến thời kỳ hiện đại, và samurai Nhật Bản đã xuất sắc trong cận chiến. Người Nhật thường sử dụng nhiều tàu nhẹ, nhanh nhẹn, được gọi là Kobaya trong một đội hình giống như một đàn cá nhanh chóng theo con thuyền dẫn đầu. Ưu điểm của chiến thuật này là một khi họ đã thành công trong việc lên một con tàu, họ có thể nhảy lên các tàu địch khác trong vùng lân cận, theo kiểu cháy rừng.
Tàu Nhật Bản vào thời điểm đó được đóng bằng ván gỗ và đinh thép, bị rỉ sét trong nước biển sau một thời gian phục vụ. Các con tàu được chế tạo theo hình ngũ giác cong với gỗ nhẹ cho tốc độ tối đa với chiến thuật lên tàu của họ, nhưng nó làm suy yếu khả năng thay đổi hướng nhanh chóng. Ngoài ra, chúng có phần dễ bị lật úp ở vùng biển động và bão biển. Vỏ tàu của Nhật Bản không đủ mạnh để hỗ trợ trọng lượng và độ giật của đại bác. Hiếm khi các tàu Nhật Bản có đại bác. Thay vào đó, người Nhật phụ thuộc rất nhiều vào súng hỏa mai và kiếm.
Hải quân Triều Tiên đã tấn công một hạm đội vận tải Nhật Bản một cách hiệu quả và gây thiệt hại lớn. Won Gyun và Yi Sun-sin trong Trận Okpo đã phá hủy đoàn xe của Nhật Bản và sự thất bại của họ đã cho phép sự kháng cự của Triều Tiên tại tỉnh Jeolla, phía đông nam Triều Tiên, tiếp tục. Wakisaka Yasuharu được lệnh phái một lực lượng hải quân 1.200 người trong cuộc xâm lược Keicho và tiêu diệt hải quân Triều Tiên xâm lược do Won Kyun lãnh đạo trong một cuộc phản công vào tháng 7 năm 1597 (Trận Chilcheollyang) Đô đốc Yi Eokgi và Won Gyun của Triều Tiên đã thiệt mạng trong trận chiến này. Đảo Hansan bị Nhật chiếm đóng, củng cố sự chiếm giữ của Nhật Bản ở bờ biển phía tây Triều Tiên. Để ngăn chặn Nhật Bản xâm chiếm Trung Quốc bằng đường bờ biển phía tây bán đảo Triều Tiên, Trung Quốc đã phái lực lượng hải quân tham chiến.
Vào tháng 8 năm 1597, Hải quân Nhật Bản được lệnh chiếm Jeolla. Sau khi Hải quân Joseon gây thiệt hại cho Hải quân Nhật Bản trong Trận Myeongnyang, đã rút về phía Bắc bán đảo Triều Tiên. Jeolla cuối cùng đã bị Hải quân Nhật Bản chiếm đóng, Gang Hang bị bắt làm tù nhân. Tàn dư của hải quân Triều Tiên do Yi Sun-sin lãnh đạo đã gia nhập hạm đội Trung Quốc dưới trướng Trần Lân và tiếp tục tấn công các đường tiếp tế của Nhật Bản. Đến cuối cuộc chiến, khi những người Nhật còn lại cố gắng rút khỏi Triều Tiên, họ bị lực lượng Triều Tiên và Trung Quốc bao vây. Để giải cứu đồng đội của mình, Shimazu Yoshihiro đã tấn công hạm đội đồng minh. Trong trận chiến Noryang, Shimazu đã đánh bại tướng Trung Quốc Trần Lân. Và quân đội Nhật đã thành công trong việc trốn thoát khỏi Bán đảo Triều Tiên Yi Sun-sin đã bị giết trong trận này.
Thất bại của Nhật Bản để giành quyền kiểm soát biển và khó khăn của họ trong việc tiếp tế quân đội trên đất liền là một trong những lý do chính cho thất bại cuối cùng của cuộc xâm lược. Sau cái chết của Toyotomi Hideyoshi - người chủ trương xâm lược, người Nhật đã ngừng các cuộc tấn công vào Triều Tiên.

#### Cuộc xâm lược Lưu Cầu
Vào năm 1609, Shimazu Tadatsune, lãnh chúa tỉnh Satsuma, đã xâm chiếm các hòn đảo phía nam Ryūkyū (Okinawa hiện đại) với một hạm đội gồm 13 chiếc thuyền mành và 2.500 samurai, do đó thiết lập sự thống trị trên các hòn đảo. Họ vấp phải sự phản đối nhỏ từ người Lưu Cầu, những người không có bất kỳ khả năng quân sự quan trọng nào, và được vua Shō Nei ra lệnh đầu hàng một cách hòa bình thay vì phải chịu tổn thất về nhân mạng quý giá.

### Thương mại trên biển (thứ XVI-thế kỷ XVII)

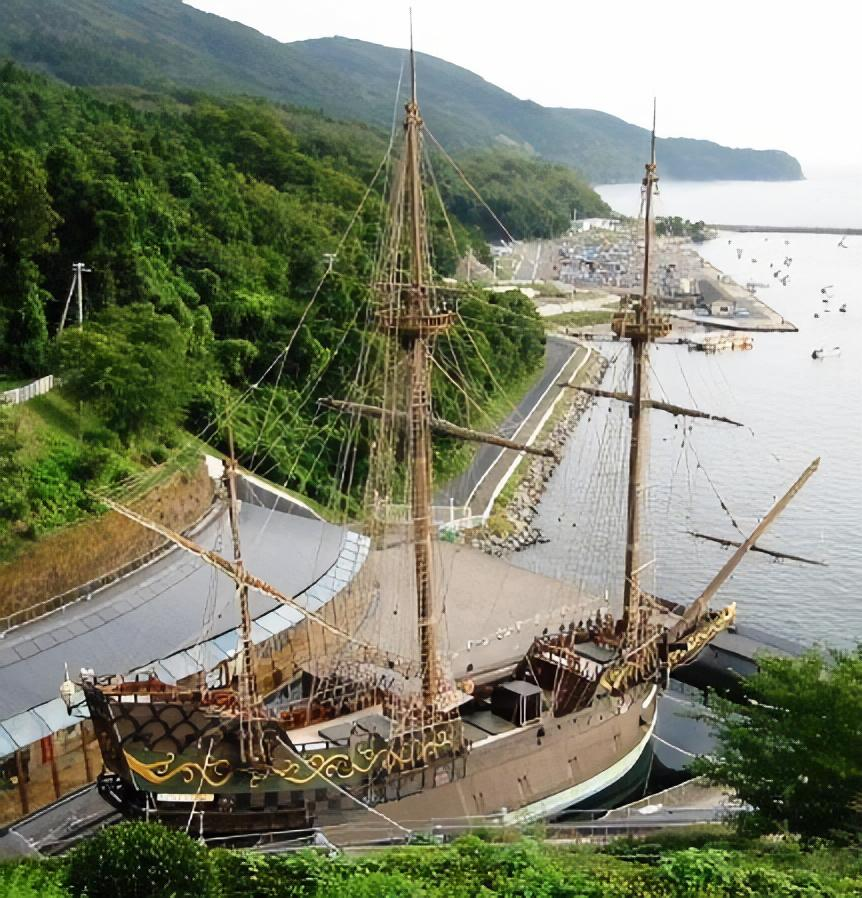
Một bản sao của chiếc galleon đầu tiên do Nhật Bản chế tạo, Date Maru 1613.

Nhật Bản đã chế tạo các tàu chiến đi biển lớn đầu tiên của mình vào đầu thế kỷ XVII, sau các liên hệ với các quốc gia phương Tây trong thời kỳ thương mại Nanban.

#### William Adams
Năm 1604, Shōgun Tokugawa Ieyasu đã ra lệnh cho William Adams và những người đồng hành của mình chế tạo chiếc thuyền buồm kiểu phương Tây đầu tiên của Nhật Bản tại Itō, trên bờ biển phía đông của bán đảo Izu. Một con tàu nặng 80 tấn đã được hoàn thành và Shōgun đã ra lệnh cho đóng một con tàu lớn hơn, 120 tấn, được chế tạo vào năm sau (cả hai đều nhỏ hơn một chút so với Liefde, con tàu mà William Adams đã đến Nhật Bản, nặng 150 tấn). Theo Adams, Ieyasu "đã lên tàu xem nó và tỏ ra rất hài lòng". Con tàu có tên San Buena Ventura đã được cho mượn để các thủy thủ Tây Ban Nha bị đắm tàu khi trở về Mexico năm 1610.

#### Hasekura Tsunenaga
Năm 1613, daimyō của Sendai, theo thỏa thuận với Mạc phủ Tokugawa, đã chế tạo Date Maru, một loại tàu galleon nặng 500 tấn chở sứ thần Nhật Bản đến châu Mỹ, sau đó tiếp tục đến châu Âu.

#### Châu Ấn Thuyền

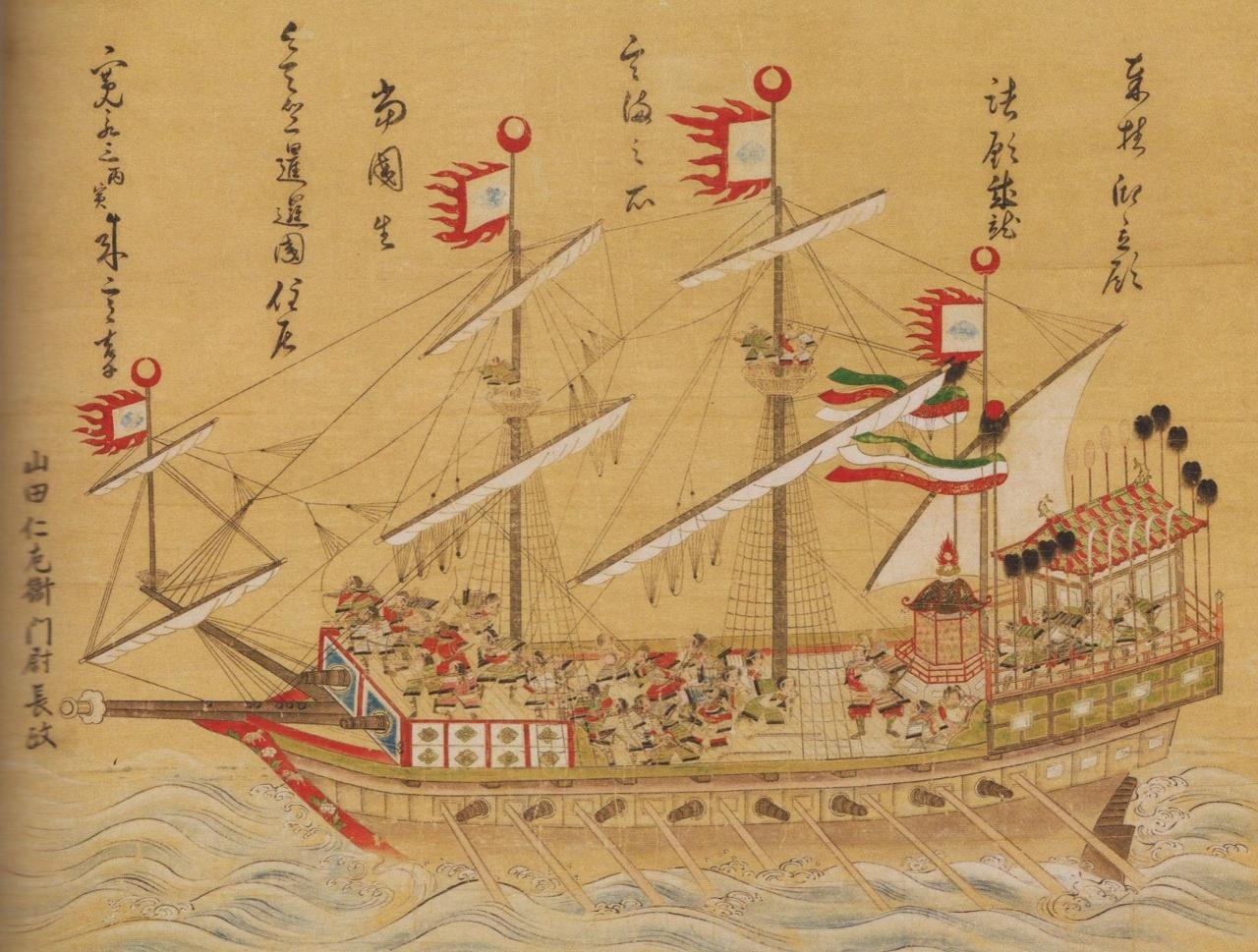
Tàu chiến của Yamada Nagamasa, thế kỷ 17

Từ năm 1604, khoảng 350 Châu Ấn Thuyền, thường được vũ trang và kết hợp một số công nghệ phương Tây, đã được Mạc phủ ủy quyền, chủ yếu cho thương mại Đông Nam Á. Các tàu và samurai Nhật Bản đã giúp người Bồ Đào Nha bảo vệ Malacca chống lại Đô đốc Hà Lan Cornelis Matelief năm 1606. Một số tàu vũ trang của nhà thám hiểm Nhật Bản Yamada Nagamasa sẽ đóng vai trò quân sự trong các cuộc chiến tranh và chính trị của triều đình Xiêm. William Adams, người tham gia buôn bán trên Châu Ấn Thuyền, sẽ bình luận rằng "người dân vùng đất này (Nhật Bản) là những thủy thủ rất mập mạp".

### Kế hoạch xâm chiếm Philippines
Mạc phủ Tokugawa một thời gian đã lên kế hoạch xâm chiếm Philippines để xóa bỏ chủ nghĩa bành trướng của Tây Ban Nha ở châu Á, và sự ủng hộ của các Kitô hữu ở Nhật Bản. Vào tháng 11 năm 1637, họ đã thông báo cho Nicolas Couckebacker, người đứng đầu Công ty Đông Ấn Hà Lan tại Nhật Bản về ý định của mình. Khoảng 10.000 samurai đã được chuẩn bị cho cuộc viễn chinh, và Hà Lan đã đồng ý cung cấp bốn tàu chiến và hai du thuyền để hỗ trợ các tàu Nhật chống lại các thuyền buồm Tây Ban Nha. Các kế hoạch đã bị hủy bỏ vào phút cuối cùng do cuộc nổi loạn Shimabara của các Kitô hữu tại Nhật Bản vào tháng 12 năm 1637.

### Tỏa quốc (1640-1840)
Sự hợp tác của Hà Lan về những vấn đề này và các vấn đề khác sẽ giúp đảm bảo họ là những người phương Tây duy nhất được phép ở Nhật Bản trong hai thế kỷ tiếp theo. Sau những sự kiện này, Mạc phủ đã áp đặt một hệ thống hạn chế hàng hải (海禁, kaikin), cấm tiếp xúc với người nước ngoài bên ngoài các kênh và khu vực được chỉ định, cấm Kitô giáo và cấm đóng tàu đi biển. Kích thước của tàu đã bị hạn chế bởi luật và các thông số kỹ thuật thiết kế hạn chế khả năng đi biển (chẳng hạn như quy định về lỗ hổng ở phía sau thân tàu) đã được thực hiện. Các thủy thủ bị mắc kẹt ở nước ngoài đã bị cấm trở về Nhật Bản. Ai làm trái luật sẽ bị xử tử.
Một phái đoàn nhỏ của Hà Lan ở Dejima, Nagasaki là người duy nhất được phép tiếp xúc với phương Tây, từ đó người Nhật được thông báo một phần về những tiến bộ khoa học và công nghệ của phương Tây, thiết lập một cơ thể tri thức được gọi là Rangaku. Các liên hệ rộng rãi với Triều Tiên và Trung Quốc đã được duy trì thông qua Phiên Tsushima, Vương quốc Lưu Cầu dưới sự thống trị của Satsuma và các trạm giao dịch tại Nagasaki. Phiên Matsumae ở Hokkaidō đã quản lý các liên hệ với người Ainu bản địa và với Đế quốc Nga.
Nhiều nỗ lực riêng biệt nhằm chấm dứt sự tỏa quốc của Nhật Bản đã được thực hiện do sự bành trướng các cường quốc phương Tây trong thế kỷ 19. Các tàu của Mỹ, Nga và Pháp đều cố gắng quan hệ với Nhật Bản nhưng đã bị từ chối.
Những nỗ lực phần lớn không thành công này tiếp tục cho đến ngày 8 tháng 7 năm 1853, Thiếu tướng Matthew Perry của Hải quân Hoa Kỳ với bốn tàu chiến: Mississippi, Plymouth, Saratoga và Susquehanna đã tiến vào Vịnh Edo (Tokyo) và thể hiện sức mạnh đe dọa bằng súng Paixhans trên các tàu của mình. Ông yêu cầu Nhật Bản mở cửa giao dịch với phương Tây. Những con tàu này được biết đến với cái tên Kurofune hay Những con tàu đen.
Chỉ gần một tháng sau Perry, Đô đốc Nga Yevfimy Putyatin đến Nagasaki vào ngày 12 tháng 8 năm 1853. Ông đã trình diễn một động cơ hơi nước trên tàu Pallada của mình, dẫn đến việc chế tạo động cơ hơi nước đầu tiên của Nhật Bản, do Tanaka Hisashige tạo ra.
Năm sau, Perry trở lại với bảy chiếc tàu và buộc shōgun ký "Hiệp ước hòa bình và thân thiện", thiết lập quan hệ ngoại giao chính thức giữa Nhật Bản và Hoa Kỳ, được gọi là Hiệp ước Kanagawa (ngày 31 tháng 3 năm 1854). Trong vòng năm năm, Nhật Bản đã ký các hiệp ước tương tự với các nước phương Tây khác. Hiệp ước Harris được ký kết với Hoa Kỳ vào ngày 29 tháng 7 năm 1858. Các hiệp ước này được giới trí thức Nhật Bản coi là bất bình đẳng, Nhật Bản đã bị ép buộc thông qua ngoại giao pháo hạm và như một dấu hiệu của phương Tây muốn sáp nhập Nhật Bản vào chủ nghĩa đế quốc đã và đang chiếm giữ đại lục. Bằng nhiều biện pháp khác nhau, họ đã trao cho các quốc gia phương Tây quyền kiểm soát thuế quan đối với hàng nhập khẩu và đặc quyền ngoại giao đối với tất cả các công dân của họ khi đến Nhật. Họ sẽ vẫn là một điểm gắn bó trong quan hệ của Nhật Bản với phương Tây cho đến đầu thế kỷ 20.

## Hiện đại hóa: Thời kỳ Bakumatsu (1853-1868)

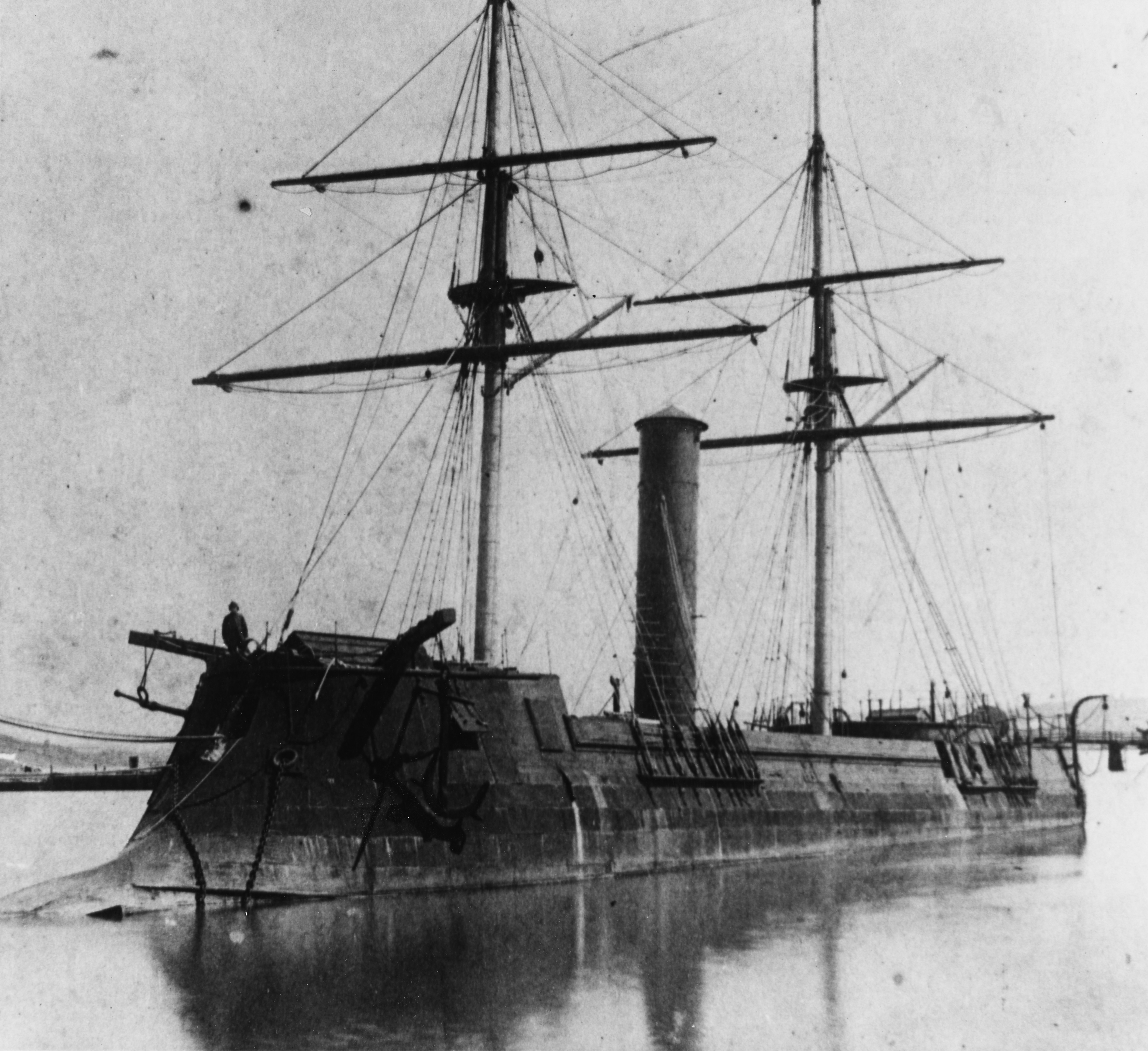
Kōtetsu là tàu chiến bọc thép đầu tiên của Nhật Bản (1865)

Nghiên cứu về các kỹ thuật đóng tàu của phương Tây được nối lại vào những năm 1840. Quá trình này tăng cường cùng với sự gia tăng hoạt động vận chuyển của phương Tây dọc theo bờ biển Nhật Bản, do thương mại Trung Quốc và sự phát triển của đánh bắt cá voi.
Từ năm 1852, chính phủ của shōgun (Hậu Mạc phủ Tokugawa hay "Bakumatsu") đã được Hà Lan cảnh báo về kế hoạch của Thiếu tướng Perry. Ba tháng sau chuyến thăm đầu tiên của Perry vào năm 1853, Mạc phủ đã hủy bỏ luật cấm đóng tàu lớn (大船建造禁止令), và bắt đầu tổ chức xây dựng một hạm đội tàu chiến kiểu phương Tây, như Hōō Maru, Shōhei Maru hoặc Asahi Maru, thường yêu cầu mỗi phiên tự đóng tàu hiện đại cho riêng mình. Những chiếc tàu này được chế tạo bằng hướng dẫn hàng hải của Hà Lan và bí quyết của một vài người trở về từ phương Tây, như Nakahama Manjirō. Cũng với sự giúp đỡ của Nakahama Manjirō, phiên Satsuma đã chế tạo con tàu hơi nước đầu tiên của Nhật Bản, Unkoumaru (雲行丸) vào năm 1855. Mạc phủ cũng thiết lập các công sự phòng thủ ven biển như tại Odaiba.

### Sự ra đời của hải quân hiện đại

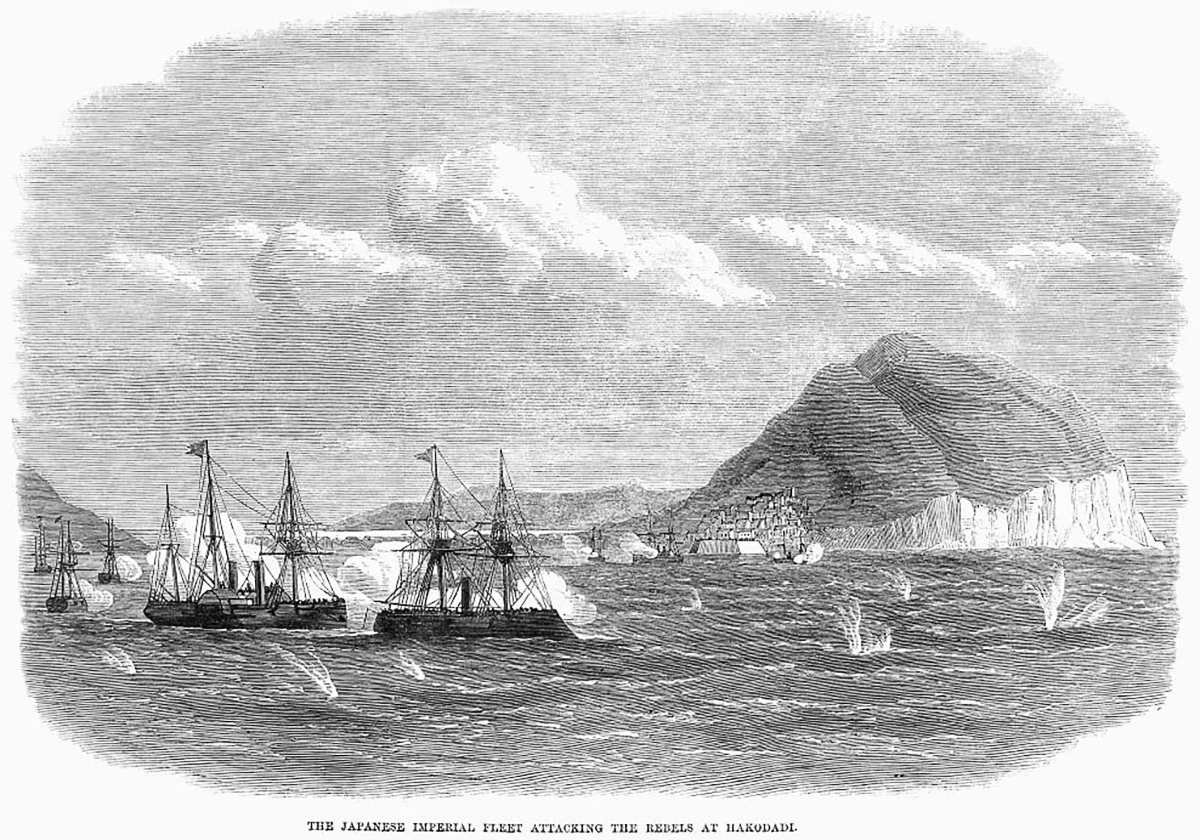
Trận hải chiến Hakodate (1869) giữa lực lượng Tokugawa và lực lượng thân Nhật hoàng

Ngay khi Nhật Bản đồng ý mở cửa tiếp nhận ảnh hưởng của nước ngoài, chính phủ shōgun Tokugawa đã khởi xướng một chính sách tích cực đồng hóa các công nghệ hải quân phương Tây. Năm 1855, với sự trợ giúp của Hà Lan, Mạc phủ đã mua được tàu chiến hơi nước đầu tiên, Kankō Maru, được sử dụng để huấn luyện và thành lập Trung tâm Huấn luyện Hải quân Nagasaki. Năm 1857, nó đã có được tàu chiến hơi nước chạy bằng trục vít đầu tiên, Kanrin Maru.
Năm 1860, với sự hỗ trợ của một sĩ quan Hải quân Hoa Kỳ duy nhất, John M. Brooke, Kanrin Maru được dùng để đưa đoàn đại sứ Nhật Bản đầu tiên đến Hoa Kỳ.
Sinh viên hải quân được cử ra nước ngoài để học các kỹ thuật hải quân phương Tây. Mạc phủ ban đầu đã lên kế hoạch đặt hàng tàu và gửi sinh viên đến Hoa Kỳ, nhưng Nội chiến Hoa Kỳ đã dẫn đến hủy bỏ kế hoạch. Thay vào đó, vào năm 1862, Mạc phủ đã đặt hàng tàu chiến với Hà Lan và quyết định gửi 15 thực tập sinh đến đó. Các sinh viên, dẫn đầu bởi Uchida Tsunejirō (内田恒次郎), rời Nagasaki ngày 11 tháng 9 năm 1862 và đến Rotterdam vào ngày 18 tháng 4 năm 1863 và ở lại đó 3 năm. Họ bao gồm các nhân vật như Đô đốc tương lai Enomoto Takeaki, Sawa Tarosaemon (沢太郎左衛門), Akamatsu Noriyoshi (赤松則良), Taguchi Shunpei (田口俊平), Tsuda Shinichiro (津田真一郎) và nhà triết học tương lai Nishi Amane. Từ đó bắt đầu một truyền thống là các nhà lãnh đạo tương lai được giáo dục ở nước ngoài như Đô đốc Tōgō và Yamamoto.
Năm 1863, Nhật Bản đã hoàn thành chiếc tàu chiến hơi nước đầu tiên được chế tạo trong nước của mình, tàu Chiyodagata, một pháo hạm nặng 140 tấn được biên chế vào Hải quân Tokugawa (tàu hơi nước đầu tiên của Nhật Bản là Unkoumaru -雲行丸- được chế tạo bởi phiên Satsuma năm 1855). Con tàu được sản xuất bởi gã khổng lồ công nghiệp tương lai, Ishikawajima, do đó khởi xướng những nỗ lực của Nhật Bản để có được và phát triển đầy đủ khả năng đóng tàu.
Sau sự sỉ nhục dưới bàn tay của hải quân nước ngoài trong Vụ đánh bom Kagoshima năm 1863 và Trận Shimonoseki năm 1864, Mạc phủ đẩy mạnh nỗ lực hiện đại hóa, ngày càng dựa vào sự trợ giúp của Pháp và Anh. Năm 1865, kỹ sư hải quân người Pháp Léonce Verny được thuê để xây dựng kho vũ khí hải quân hiện đại đầu tiên của Nhật Bản, tại Yokosuka và Nagasaki. Nhiều tàu đã được nhập khẩu, chẳng hạn như Jho Sho Maru, Ho Sho Maru và Kagoshima, tất cả đều được Thomas Blake Glover ủy nhiệm và đóng tại Aberdeen.
Đến cuối thời Mạc phủ Tokugawa vào năm 1867, hải quân Nhật Bản đã sở hữu tám tàu chiến hơi nước kiểu phương Tây xung quanh tàu đô đốc Kaiyō Maru được sử dụng để chống lại các lực lượng thân Thiên hoàng trong Chiến tranh Boshin, dưới sự chỉ huy của Đô đốc Enomoto. Cuộc xung đột lên đến đỉnh điểm với Trận hải chiến Hakodate năm 1869, trận hải chiến hiện đại quy mô lớn đầu tiên của Nhật Bản.
Năm 1869, Nhật Bản đã mua được tàu chiến bọc thép đi biển đầu tiên, Kōtetsu, do Mạc phủ đặt hàng nhưng được chính phủ Thiên hoàng mới tiếp nhận, chỉ mười năm sau khi loại tàu này được giới thiệu lần đầu tiên ở phương Tây với sự xuất hiện của La Gloire của Pháp.

## Minh Trị Duy tân (1868): thành lập Hải quân Đế quốc Nhật Bản
Hải quân Đế quốc Nhật Bản (大日本帝国海軍 (Đại Nhật Bản Đế quốc Hải quân)) là lực lượng hải quân của Nhật Bản từ năm 1868 đến năm 1945, khi nó bị giải thể sau thất bại và đầu hàng của Nhật Bản trong Thế chiến II.

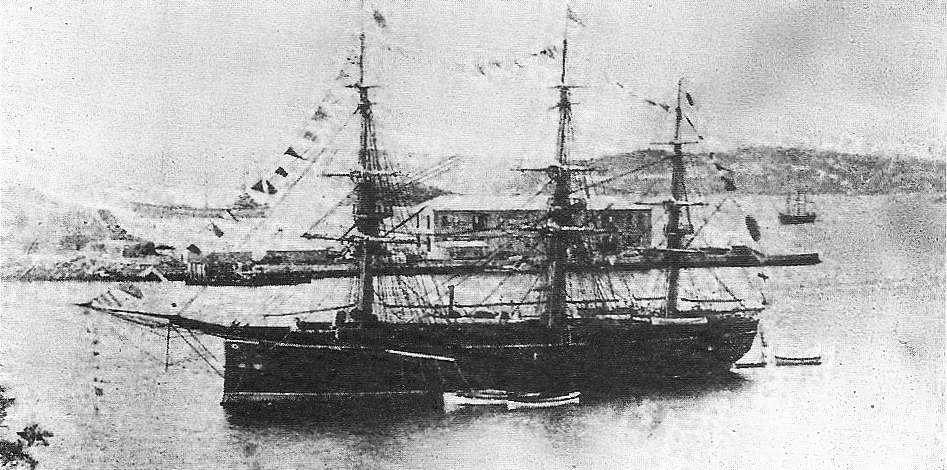
do Anh chế tạo là tàu đô đốc của Hải quân Đế quốc Nhật Bản cho đến năm 1881.

Từ năm 1868, Hoàng đế Minh Trị được khôi phục tiếp tục với những cải cách nhằm công nghiệp hóa và quân sự hóa Nhật Bản nhằm ngăn chặn nó bị áp đảo bởi Hoa Kỳ và các cường quốc châu Âu. Hải quân Đế quốc Nhật Bản chính thức được thành lập vào năm 1869. Chính phủ mới đã phác thảo một kế hoạch rất tham vọng để tạo ra một Hải quân với 200 tàu, được tổ chức thành 10 đội tàu, nhưng kế hoạch đã bị hủy bỏ trong vòng một năm do thiếu nguồn lực. Trong nước, các cuộc nổi loạn và đặc biệt là cuộc nổi loạn Satsuma (1877) đã buộc chính phủ phải tập trung vào chiến tranh trên bộ. Chính sách hải quân, được thể hiện bằng khẩu hiệu Shusei Kokubō (守勢国防 Phòng thủ bị động), tập trung vào phòng thủ bờ biển, quân đội thường trực và Hải quân ven biển, dẫn đến một tổ chức quân sự dưới  nguyên tắc Rikushu Kaiju (陸主海従 Lục quân trước, Hải quân sau).
Trong những năm 1870 và 1880, Hải quân Nhật Bản vẫn là một lực lượng phòng thủ bờ biển, mặc dù chính phủ Minh Trị vẫn tiếp tục hiện đại hóa nó. Năm 1870, một sắc lệnh của Hoàng gia đã xác định rằng Hải quân Anh phải là hình mẫu cho sự phát triển và phái bộ hải quân thứ hai của Anh đã đến Nhật Bản, Phái bộ Douglas (1873-79) do Archibald Lucius Douglas đặt nền móng cho đào tạo sĩ quan hải quân Và giáo dục. Tōgō Heihachirō được huấn luyện bởi hải quân Anh.
Trong những năm 1880, Pháp dẫn đầu về tầm ảnh hưởng, do học thuyết "Jeune École" ủng hộ các tàu chiến nhỏ, nhanh, đặc biệt là tàu tuần dương và tàu phóng lôi chống lại các đơn vị lớn hơn. Chính phủ Minh Trị đã ban hành dự luật mở rộng hải quân đầu tiên vào năm 1882, yêu cầu đóng 48 tàu chiến, trong đó có 22 tàu phóng lôi. Thành công hải quân của Hải quân Pháp chống lại Trung Quốc trong Chiến tranh Pháp-Thanh năm 1883-85 dường như xác nhận tiềm năng của tàu phóng lôi, một cách tiếp cận cũng hấp dẫn đối với các nguồn lực hạn chế của Nhật Bản. Năm 1885, khẩu hiệu mới của Hải quân trở thành Kaikoku Nippon (海国日本 (Hải quốc Nhật Bản)).
Năm 1886, kỹ sư hàng đầu của Hải quân Pháp Émile Bertin đã được thuê trong bốn năm để củng cố Hải quân Nhật Bản, và chỉ đạo việc xây dựng kho vũ khí ở Kure và Sasebo. Ông đã phát triển lớp ba tàu tuần dương Sankeikan, được đặt tên theo Nhật Bản tam cảnh, với một khẩu súng chính duy nhất nhưng mạnh mẽ, súng Canet 12,6 inch.
Thời kỳ này cũng cho phép Nhật Bản áp dụng các công nghệ mới như ngư lôi, tàu phóng lôi và thủy lôi, được Hải quân Pháp tích cực thúc đẩy. Nhật Bản đã mua ngư lôi đầu tiên vào năm 1884 và thành lập "Trung tâm huấn luyện ngư lôi" tại Yokosuka vào năm 1886.

### Chiến tranh Thanh-Nhật
Nhật Bản tiếp tục hiện đại hóa hải quân, đặc biệt là khi Trung Quốc cũng đang xây dựng một hạm đội hiện đại mạnh mẽ với sự trợ giúp của nước ngoài, đặc biệt là Đức và áp lực đang nảy sinh giữa hai nước nhằm kiểm soát Triều Tiên. Cuộc chiến Thanh-Nhật được tuyên bố chính thức vào ngày 1 tháng 8 năm 1894, mặc dù một số cuộc giao tranh hải quân đã diễn ra.
Hải quân Nhật Bản đã hủy diệt Hạm đội Bắc Dương của nhà Thanh ra ở cửa sông Áp Lục trong trận chiến sông Áp Lục vào ngày 17 tháng 9 năm 1894, trong đó hạm đội nhà Thanh mất 8 trong số 12 tàu chiến. Mặc dù Nhật Bản đã chiến thắng, hai tàu chiến lớn do Đức sản xuất của Hải quân Trung Quốc vẫn gần như không bị áp chế bởi súng Nhật Bản, nêu bật sự cần thiết của các tàu chiến chủ lực lớn hơn trong Hải quân Nhật Bản (Định Viễn cuối cùng đã bị đánh chìm bởi ngư lôi và Trấn Nguyên đã bị chiếm với ít thiệt hại). Do đó, bước tiếp theo của việc mở rộng Hải quân Hoàng gia Nhật Bản sẽ bao gồm sự kết hợp của các tàu chiến lớn được vũ trang mạnh mẽ, với các đơn vị tấn công nhỏ hơn và sáng tạo cho phép các chiến thuật tấn công.
Hải quân Đế quốc Nhật Bản đã can thiệp thêm vào Trung Quốc vào năm 1900, bằng cách tham gia cùng với các cường quốc phương Tây để đàn áp cuộc nổi loạn Nghĩa Hòa Đoàn của Trung Quốc. Hải quân đã cung cấp số lượng tàu chiến lớn nhất (18, trong tổng số 50 tàu chiến) và quân đội lớn nhất gồm Lục quân và Hải quân trong số các quốc gia can thiệp (20.840 binh sĩ, trong tổng số 54.000 binh sĩ).

### Chiến tranh Nga-Nhật

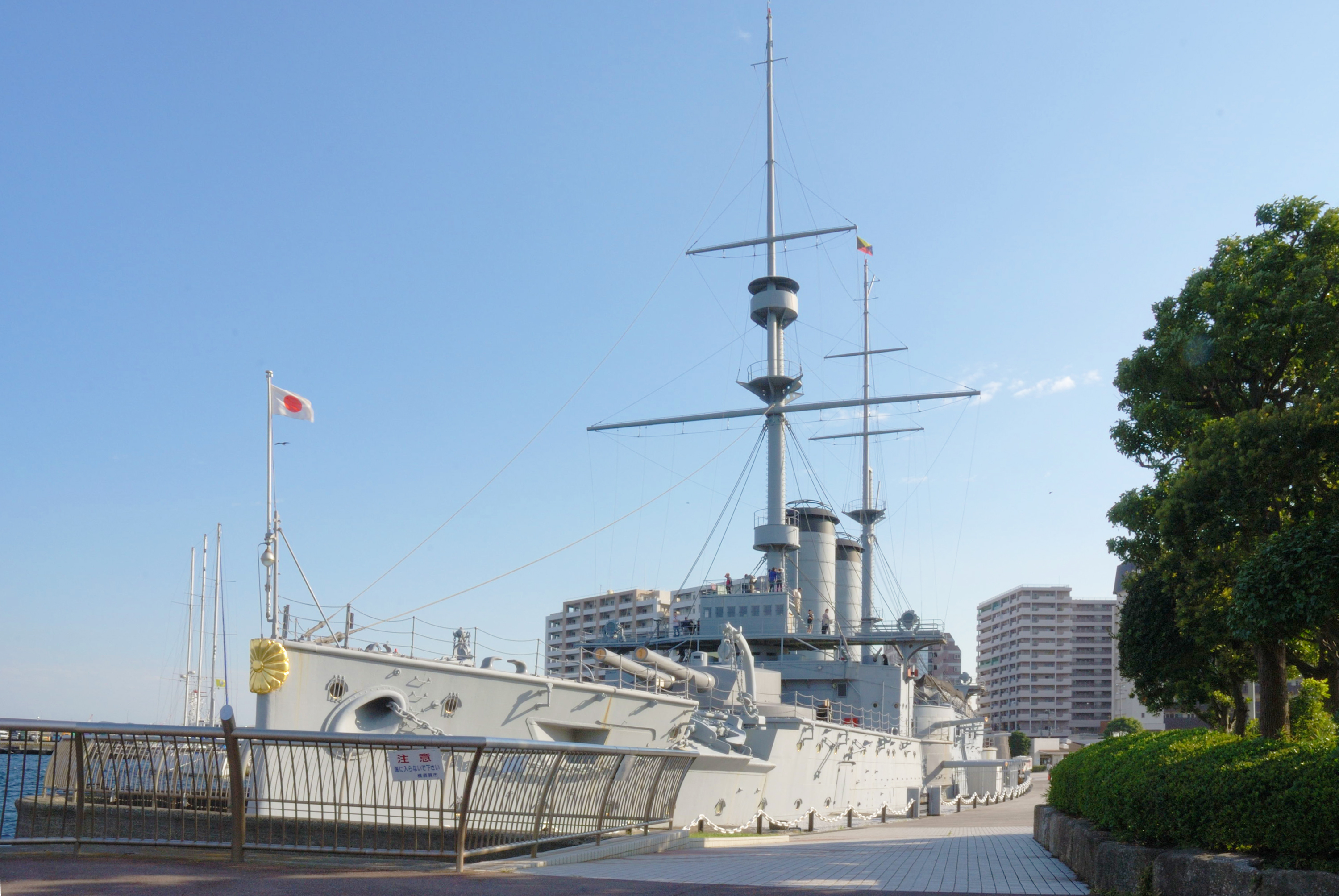
Tàu chiến Mikasa là soái hạm của Đô đốc Tōgō Heihachirō. Bây giờ nó là một con tàu bảo tàng ở Yokosuka.

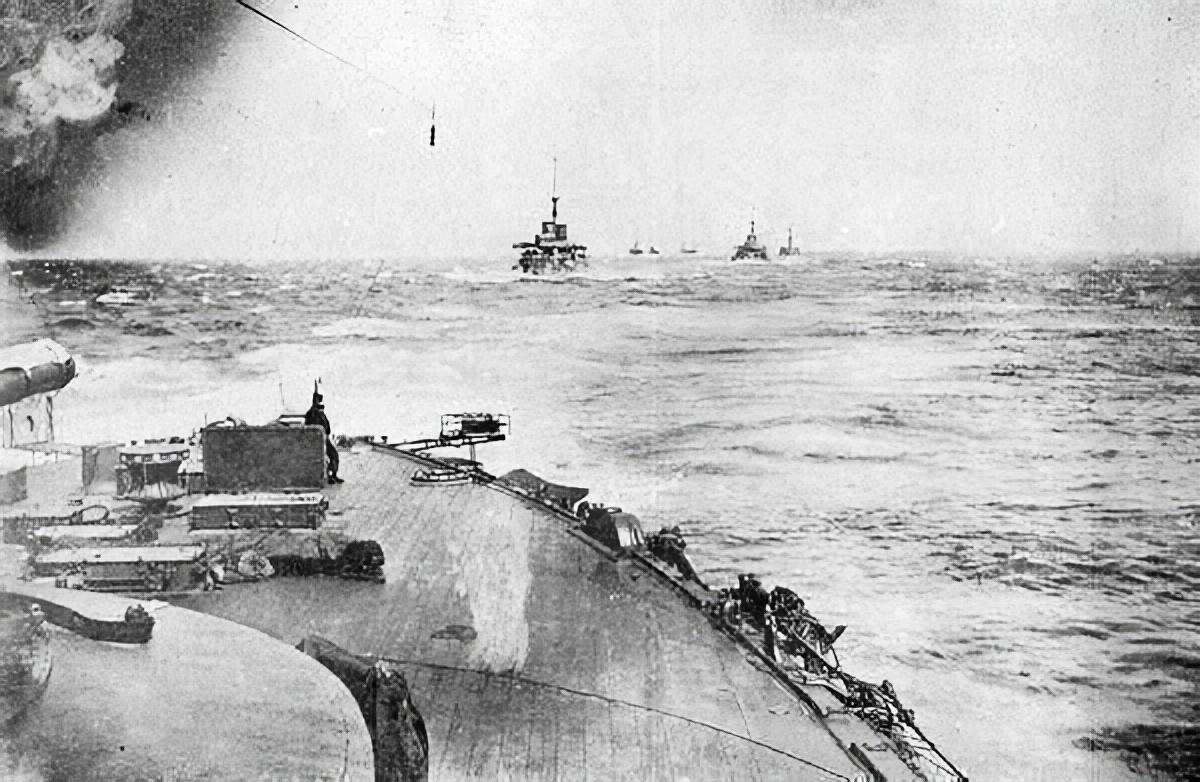
Khởi hành Hạm đội hỗn hợp của Nhật Bản trong Trận Tsushima.

Sau Chiến tranh Thanh-Nhật lần thứ nhất và sự sỉ nhục về việc buộc tra lại Liêu Đông cho Trung Quốc dưới áp lực của Nga ("Can thiệp ba cường quốc"), Nhật Bản bắt đầu xây dựng sức mạnh quân sự để chuẩn bị cho các cuộc đối đầu tiếp theo. Nhật Bản đã ban hành chương trình xây dựng hải quân kéo dài mười năm, với khẩu hiệu "Kiên trì và quyết tâm" (Jp:臥薪嘗胆, Gashinshoutan), trong đó ủy thác 109 tàu chiến, với tổng số 200.000 tấn, và tăng số nhân viên Hải quân từ 15.100 lên 40.800.
Những khuynh hướng này lên đến đỉnh điểm với Chiến tranh Nga-Nhật (1904-1905). Tàu chiến Mikasa của Nhật Bản là hạm trưởng của Đô đốc Tōgō Heihachirō. Trong trận Tsushima, Mikasa đã dẫn dắt hạm đội kết hợp của Nhật Bản vào nơi được gọi là "trận hải chiến quyết định nhất trong lịch sử". Hạm đội Nga gần như đã bị tiêu diệt hoàn toàn: trong số 38 tàu Nga, 21 tàu bị chìm, 7 bị bắt, 6 bị tước vũ khí, 4.545 quân nhân Nga đã chết và 6.106 bị bắt làm tù binh. Mặt khác, người Nhật chỉ mất 117 người và 3 tàu ngư lôi.

## Chiến tranh thế giới thứ hai

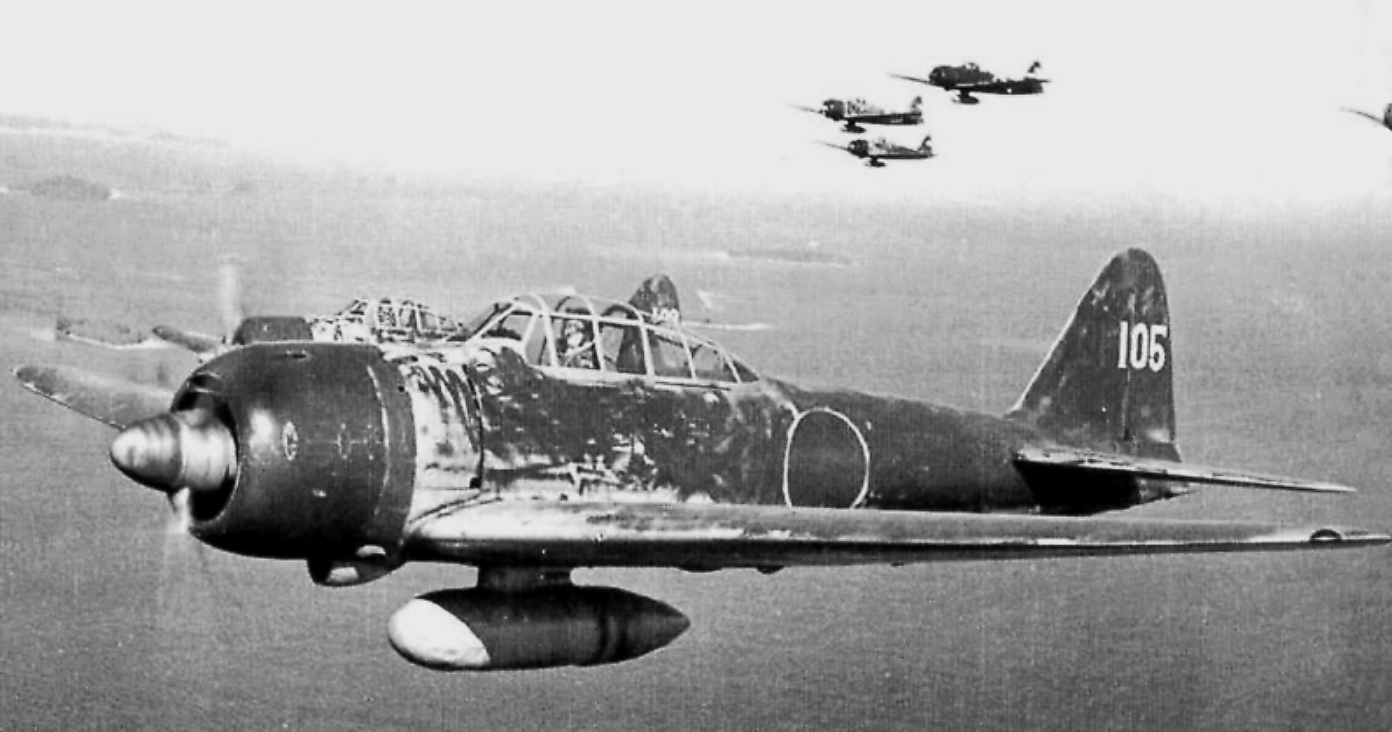
A6M3 Zero Model 22 được lái bởi Phi công Ách người Nhật Hiroyoshi Nishizawa trên Quần đảo Solomon, 1943

Trong những năm trước Thế chiến II, Hải quân Nhật bắt đầu tự cấu trúc để chống lại Hoa Kỳ. Một giai đoạn mở rộng quân sự kéo dài và bắt đầu Chiến tranh Trung-Nhật lần thứ hai vào năm 1937 đã khiến Hoa Kỳ xa lánh và được coi là đối thủ của Nhật Bản.
Để đạt được các chính sách bành trướng của Nhật Bản, Hải quân Đế quốc Nhật Bản cũng phải chống lại các hải quân lớn nhất thế giới (Hiệp ước Hải quân Washington năm 1922 đã phân bổ tỷ lệ 5/5/3 cho hải quân Vương quốc Anh, Hoa Kỳ và Nhật Bản). Do đó, Nhật kém hơn về số lượng và cơ sở công nghiệp để mở rộng bị hạn chế (đặc biệt là so với Hoa Kỳ). Do đó, chiến thuật chiến đấu của Nhật có xu hướng dựa vào ưu thế kỹ thuật (ít hơn, nhưng tàu nhanh hơn, mạnh hơn) và chiến thuật mạnh mẽ (các cuộc tấn công táo bạo và nhanh chóng áp đảo kẻ thù, một công thức để thành công trong các cuộc xung đột trước đây của Nhật). Các Hiệp ước Hải quân cũng cung cấp một sự thúc đẩy không chủ ý cho Nhật Bản vì những hạn chế về số lượng đối với các thiết giáp hạm đã thúc đẩy họ chế tạo nhiều tàu sân bay để cố gắng bù đắp cho hạm đội tàu chiến lớn hơn của Hoa Kỳ [cần dẫn nguồn].
Hải quân Đế quốc Nhật Bản do Bộ Hải quân Nhật Bản quản lý và được kiểm soát bởi Tổng Tham mưu trưởng Hải quân Hoàng gia Nhật Bản tại Tổng hành dinh Hoàng gia. Để chiến đấu với hải quân Mỹ vượt trội về số lượng, Hải quân Nhật đã dành một lượng lớn tài nguyên để tạo ra một lực lượng vượt trội về chất lượng hơn bất kỳ hải quân nào vào thời điểm đó. Do đó, vào đầu Thế chiến II, Nhật Bản có thể có Hải quân tiên tiến nhất thế giới. Đặt cược vào thành công nhanh chóng của chiến thuật xâm lược, Nhật Bản đã không đầu tư đáng kể vào tổ chức phòng thủ như bảo vệ các tuyến vận tải dài của mình chống lại tàu ngầm đối phương, điều mà Nhật chưa bao giờ làm được, đặc biệt là đầu tư vào tàu hộ tống chống ngầm và tàu sân bay hộ tống.
Hải quân Nhật Bản đã thành công ngoạn mục trong phần đầu của cuộc chiến, nhưng cuối cùng các lực lượng Mỹ đã giành được ưu thế thông qua việc giải mã các mật mã của hải quân Nhật Bản, khai thác sự lơ là của Nhật Bản về phòng thủ hạm đội, nâng cấp công nghệ cho lực lượng không quân và hải quân, sự vượt trội về quản lý nhân sự cũng như thường xuyên phân công các phi công chiến đấu xuất sắc để đào tạo các tân binh và sản lượng công nghiệp lớn hơn rất nhiều. Sự miễn cưỡng của Nhật Bản khi sử dụng hạm đội tàu ngầm của họ cho các cuộc đột kích thương mại và thiếu bảo đảm thông tin liên lạc của họ cũng làm tăng thêm thất bại. Trong giai đoạn cuối của cuộc chiến, Hải quân Đế quốc Nhật Bản đã sử dụng một loạt các biện pháp tuyệt vọng, bao gồm cả các cuộc tấn công Kamikaze (cảm tử). Cuối cùng, nó không chỉ tỏ ra vô ích trong việc đẩy lùi quân Đồng minh mà còn khuyến khích kẻ thù sử dụng bom nguyên tử mới phát triển của mình để đánh bại Nhật Bản mà không cần các trận chiến tốn kém như dự đoán để chống lại sự phòng thủ quá cuồng tín.

## Lực lượng Phòng vệ

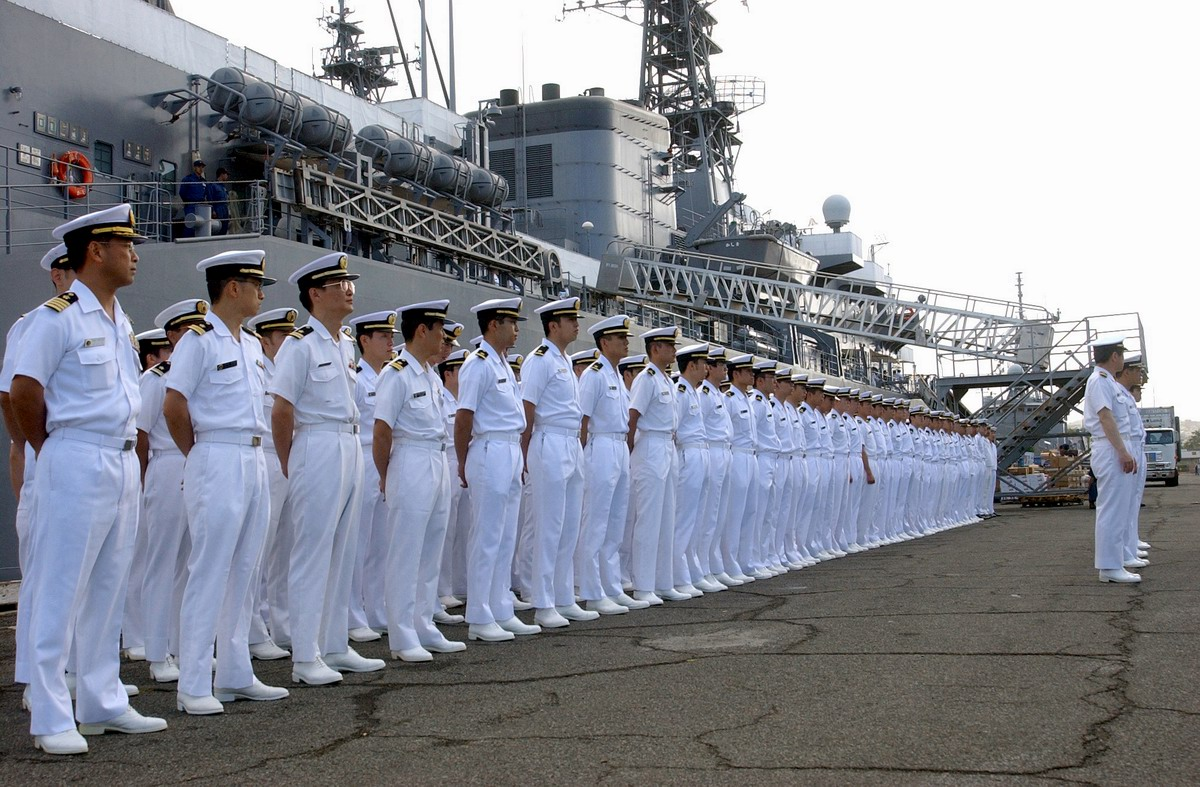
Các thủy thủ Nhật Bản bên cạnh tàu huấn luyện của Lực lượng phòng vệ Biển Nhật Bản (JMSDF) JDS Kashima, tại Trân Châu Cảng.

Sau khi Nhật Bản đầu hàng Lực lượng Đồng minh khi kết thúc Thế chiến II, và sự chiếm đóng tiếp theo của Nhật Bản, toàn bộ quân đội đế quốc của Nhật Bản đã bị giải thể theo hiến pháp mới năm 1947, trong đó tuyên bố: "Người dân Nhật Bản từ bỏ chiến tranh như một quyền chủ quyền của quốc gia và đe dọa hoặc sử dụng vũ lực như một biện pháp giải quyết tranh chấp quốc tế. " Hải quân hiện tại của Nhật Bản nằm dưới sự bảo trợ của Lực lượng Phòng vệ Nhật Bản (JSDF) với tư cách là Lực lượng Phòng vệ Biển Nhật Bản (JMSDF).
Lực lượng phòng vệ biển (MSDF) có sức mạnh được giám sát vào năm 1992 là 46.000 và duy trì khoảng 44.400 nhân viên và điều hành 155 chiến hạm lớn, bao gồm mười ba tàu ngầm, sáu mươi bốn tàu khu trục và tàu khu trục nhỏ, bốn mươi ba tàu và thuyền đặt mìn, mười một máy bay tuần tra và sáu tàu đổ bộ. Nó cũng có khoảng 205 máy bay cánh cố định và 134 máy bay trực thăng. Hầu hết các máy bay này được sử dụng trong các hoạt động tác chiến chống tàu ngầm và đặt mìn.